# フアン・マヌエル
ドン・フアン・マヌエル（Don Juan Manuel, 1282年5月5日 - 1348年6月13日）は、カスティーリャ王国の王族でアルフォンソ11世の摂政（1312年 - 1322年）。散文作家でもあった。

## 生涯
フェルナンド3世の息子でアルフォンソ10世の弟{マヌエル王子の子としてエスカローナで生まれる。母はサヴォイア伯アメデーオ4世の娘ベアトリス。早く父を失ったため王宮で育てられ、次代の王となる従兄サンチョ4世の寵遇を受け、12歳でムルシアの領主となった。次いでフェルナンド4世の侍従を務めた。
伯父のアルフォンソ10世が学芸の庇護者で様々な作品を創り出し、豊かな蔵書を残していたため、フアン・マヌエルは幼い頃からこれらの作品・蔵書に親しみ、作家として成長するきっかけになった。著作『狩猟の書』の序文で伯父に対する尊敬の言葉を書き残す一方、1330年の著作『国家論』でレコンキスタはイスラム教に奪われた土地回復のための戦いで、宗教の違いで戦うのではないと明言、宗教的熱狂とは一線を画している。
1312年のフェルナンド4世の死後、アルフォンソ11世が成人するまで摂政を務めたが、実態は複数の王族による集団指導体制で、王の母コンスタンサ、祖母マリア・デ・モリナ、2人の王子ペドロ・デ・カスティーリャ（王の叔父）、フアン・デ・カスティーリャ（王の大叔父かつペドロの叔父）の4人にフアン・マヌエルも加わった5人の後見人グループが集められた。だがフアン・マヌエル以外のメンバーが数年間に次々と死亡、1313年にコンスタンサが死去、1319年にグラナダ王国を攻めたペドロとフアンが戦死、1321年にマリアも死去して摂政争いが勃発した。
新たな摂政の座を巡りペドロの弟フェリペ、フアンの同名の息子フアン・エル・トゥエルト（隻眼のフアン）とフアン・マヌエルの3人が争い、カスティーリャは荒廃したが、1325年に成人したアルフォンソ11世が親政に乗り出すと危機感を抱き、一転して隻眼のフアンに近付き長女コンスタンサ・マヌエルを嫁がせる話を進めた。
だが、アルフォンソ11世が先手を打ちコンスタンサ・マヌエルを王妃に迎えたいと申し出ると、フアン・マヌエルは話に乗り隻眼のフアンを見捨て、コンスタンサ・マヌエルを王に嫁がせた。コルテス（議会）も了承したが、王は1326年に隻眼のフアンを暗殺、翌1327年にコンスタンサ・マヌエルと離婚、外交上の理由からポルトガル王アフォンソ4世の娘で従妹のマリアを再婚相手に選んだ。そのためフアン・マヌエルはアルフォンソ11世と不和となり、義父のアラゴン王ハイメ2世の助けを得て反旗を翻し、グラナダにも支援要請の手紙を送り数年内乱が続いた。だがグラナダへの手紙はアルフォンソ11世に渡り支援は無く、アラゴンも国王アルフォンソ4世がアルフォンソ11世の姉レオノールと再婚してカスティーリャと和睦したため孤立、1329年にカスティーリャ統治を助けて欲しいと頭を下げた王と和解し、帰国した。
後にコンスタンサ・マヌエルがポルトガル王太子ペドロ（後のペドロ1世）の妃にと請われた時、アルフォンソ11世はその出国を不服として妨げた。
1340年にサラードの戦いに参加、1344年にはアルヘシラス占領に参加した。

## 著作
詩人、寓話作家として、14の著作があったといわれる。晩年、全作品の写本をペニャフィエルの修道院に保管させたが、現存するのは7本のみである。
1335年作の『ルカノール伯爵(Libro de los enxiemplos del Conde Lucanor et de Patronio)』という寓話集には51話が収められ、この作品により、スペインの散文は一大飛躍を遂げた。第32話はデンマークの童話作家ハンス・クリスチャン・アンデルセンによる翻案『裸の王様』の原著としても知られ、第35話はイングランドの劇作家ウィリアム・シェイクスピアの戯曲『じゃじゃ馬ならし』の原著になっている。

## 子女
最初の妻イサベル（マヨルカ王ジャウメ2世の娘）とは2年で死別し、アラゴン王ハイメ2世の娘コンスタンサと再婚した。コンスタンサとの間に一女コンスタンサ・マヌエルが生まれた。
3度目の妻ブランカ・ヌーニェス・デ・ララは、サンチョ4世の兄フェルナンド・デ・ラ・セルダの孫である。ブランカとの間の娘フアナ・マヌエルは、後にトラスタマラ家の王エンリケ2世の王妃となった。

## 関連文献
- ドン・フワン・マヌエル 著、橋本一郎 訳『ルカノール伯爵』大学書林、1984年7月。ISBN 978-4-475-02279-8。
- ドン・フアン・マヌエル 著、牛島信明・上田博人 訳『ルカノール伯爵』国書刊行会〈スペイン中世・黄金世紀文学選集 3〉、1994年12月。ISBN 978-4-336-03553-0。
- 池上岑夫ほか監修『新訂 スペイン・ポルトガルを知る事典』平凡社、2001年。
- 芝修身『古都トレド 異教徒・異民族共存の街』昭和堂、2016年。
- 西川和子『スペイン レコンキスタ時代の王たち 中世800年の国盗り物語』彩流社、2016年。